# Ектор Бракамонте
Ектор Андрес Бракамонте (ісп. Héctor Andrés Bracamonte; нар. 16 лютого 1978, Ріо-Кварто, Кордова, Аргентина) — аргентинський футболіст та тренер, виступав на позиції нападника.

## Кар'єра гравця

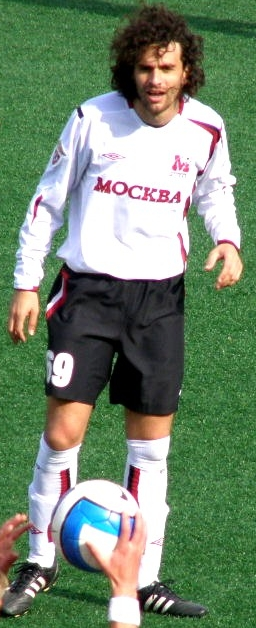
Ектор Бракамонте в 2008 року

Перші кроки у футболі робив у «Ренато-Сесаріні» та «Бока Хуніорс». Дорослу футбольну кар'єру розпочав в останньому з вище вказаних клубів, у футболці якої дебютував у Прімера Дивізіоні 1998/99 років. 1999 року відправився в оренду до клубу «Лос—Андес» (Буенос-Айрес), який виступав у Прімері Б Метрополітана. У вище вказаному клубі грав протягом року, відзначився 9-ма голами за сезон, а влітку 1999 року Бракамонте став гравцем іспанського клубу Сегунда Дивізіону «Бадахос». У «Бадахосі» Ектор отримав стабільне місце в стартовому складі, але команда щороку захищалася від вильоту з ліги. Аргентинець провів там 2,5 роки і повернувся в «Боку» напередодні Клаусури 2002. Проте в умовах конкуренції в атаці з боку Карлоса Тевеса, Марсело Дельгадо та Гільєрмо Барроса Скелотто виходив лише на заміну, але зумів відзначитися 7-ма голів у чемпіонаті, а «Бока» посіла 3-тє місце. У сезоні 2002/03 років відзначився 9-ма голами. Разом з «Хуніорс» виграв Кубок Лібертадорес, а також став срібним призером Апертури 2002 і Клаусури 2003.
У 2003 році перебрався до Росії і став виступати за «Торпедо-Металург» (згодом перейменований на «Москву»). Дебютував аргентинець за нову команду у матчі проти ярославського «Шинника» у липні. Причому в перших матчах за новий клуб викликав у вболівальників і фахівців лише подив; один із журналістів навіть назвав його «горою браку». Першим голом у Росії Ектор відзначився 1 серпня у матчі дублюючих складів. Потім Брака отримав травму та вибув на декілька тижнів. 22 вересня Бракамонте відзначився своїм першим голом у чемпіонаті Росії, який, щоправда, не врятував «Тор-Мет» від поразки. У 26-му турі Ектор зробив дубль та допоміг металургам перемогти раменський «Сатурн». Загалом у своєму першому сезоні за «Торпедо-Металург» зіграв 9 матчів та відзначився 5-ма голами. 
Наступний сезон став для аргентинця найкращим у російському відрізку кар'єри. 8 березня у матчі Кубка Росії Бракамонте зробив дубль та допоміг москвичам виграти у томської «Томі». Цей матч виявився останнім для команди під назвою «Торпедо-Металург», бо її перейменували на «Москву». У першій грі чемпіонату проти ЦСКА Бракамонт не забив, але був дуже активний на полі. Матч завершився нульовою нічиєю. 29 березня у матчі 3-го туру чемпіонату Ектор забив на 11-й секунді матчу з московським «Спартаком», але завдяки двом пенальті, які реалізував Дмитро Парфьонов «червоно-білі» виграли 3:2. Цей гол визнали найкрасивішим у турі за версією «Спорт-Експрес» та найшвидшим голом чемпіонату Росії з 2000 року. Тоді ж Браці дали прізвисько «Футбольний Пушкін». У матчі проти «Локомотива» на 22-й хвилині відзначився переможним голом у ворота «залізничників», а також мав ще декілька можливостей забити. Через дискваліфікацію не зміг зіграти у матчі-відповіді 1/4 фіналу кубку Росії. У 9-му турі чемпіонату Росії Ектор допоміг «Торпедо-Металургу» уникнути поразки у матчі з підмосковним «Сатурном», а наступного туру відзначився переможним голом у ворота волгоградського «Ротора». 28 травня команда «Торпедо-Металург» змінила назву на «Москву». 2 червня Брака зіграв за збірну легіонерів чемпіонату Росії. Його команда програла 1:3. У 14-му турі аргентинський нападник допоміг «міщанам» перемогти ярославський «Шинник». 16 серпня Ектор знову забив у дербі проти «Торпедо», але цей гол не допоміг «Москві» перемогти. У 28-му турі чемпіонату Ектор забив у ворота московського «Спартака». Матч завершився з рахунком 2:3 на користь «червоно-білих». Всього за сезон Бракамонте зіграв 30 матчів та відзначився 11-ма голами, віддав 3 гольові паси. Він став п'ятим у бомбардирських перегонах.
2005 року за 27 проведених матчів аргентинець відзначився 6-ма голами. Наступний рік став гіршим для гравця в Росії — лише 3 голи в 26 матчах. У сезоні 2007 року у першому ж матчі відзначився переможним голом у поєдинку проти «Проміня-Енергії», який, до того ж, став першим у чемпіонаті. 
Ектор Бракамонте — рекордсмен футбольного клубу «Москва» за кількістю зіграних матчів та забитих м'ячів у російській прем'єр-лізі.
28 липня 2009 року перейшов до «Терека». 14 червня 2011 року після відставки Рууда Гулліта увійшов до тренерського штабу і став тренером команди, що грає.
1 серпня 2011 року Бракамонте підписав контракт із «Ростовом». У своєму першому ж матчі проти «Волги» відкрив рахунок забитим м'ячам за нову команду. Після закінчення сезону залишив команду та повернувся на батьківщину. 12 липня 2012 року підписав контракт на один сезон із «Росаріо Сентраль».
Останнім клубом у кар'єрі 35-річного футболіста став «Атлетіко Сарм'єнто», за який він не провів жодного матчу, й у підсумку розірвавши контракт за взаємною згодою.

## Кар'єра тренера
У 2015 році повернувся до «Бока Хуніорс», цього разу як тренер юнацької команди. Наприкінці 2019 року був звільнений з займаної посади. 16 січня 2020 року найнятий молодіжним координатором «Уракана». У березні 2021 року звільнений з займаної посади. У квітні 2022 року був призначений на посаду головного тренера уругвайського клубу «Серро-Ларго».

## Поза футбольним полем
Захоплюється музикою: співає під гітару і складає пісні, у його репертуарі є композиції іспанською, англійською та російською мовами. За період виступів у Росії добре освоїв російську мову. 2004 року провів майстер-клас у школі. Також цінує мистецтво та любить ходити до театрів.

## Статистика виступів

### Клубна
| Сезон   | Клуб               | Країна    | Змагання                | Матчі | Голи |
| ------- | ------------------ | --------- | ----------------------- | ----- | ---- |
| 1998/99 | «Бока Хуніорс»     | Аргентина | Прімера Дивізіон        | 1     | 0    |
| 1998/99 | «Лос-Андес»        | Аргентина | Прімера Б Метрополітана | 25    | 9    |
| 1999/00 | «Бадахос»          | Іспанія   | Сегунда Дивізіон        | 39    | 10   |
| 2000/01 | «Бадахос»          | Іспанія   | Сегунда Дивізіон        | 25    | 4    |
| 2001/02 | «Бадахос»          | Іспанія   | Сегунда Дивізіон        | 22    | 4    |
| 2001/02 | «Бока Хуніорс»     | Аргентина | Прімера Дивізіон        | 13    | 7    |
| 2002/03 | «Бока Хуніорс»     | Аргентина | Прімера Дивізіон        | 19    | 9    |
| 2003    | «Москва»           | Росія     | Прем'єр-ліга Росії      | 9     | 5    |
| 2004    | «Москва»           | Росія     | Прем'єр-ліга Росії      | 30    | 11   |
| 2005    | «Москва»           | Росія     | Прем'єр-ліга Росії      | 25    | 5    |
| 2006    | «Москва»           | Росія     | Прем'єр-ліга Росії      | 24    | 3    |
| 2007    | «Москва»           | Росія     | Прем'єр-ліга Росії      | 17    | 2    |
| 2008    | «Москва»           | Росія     | Прем'єр-ліга Росії      | 27    | 8    |
| 2009    | «Москва»           | Росія     | Прем'єр-ліга Росії      | 13    | 2    |
| 2009    | «Терек» (Грозний)  | Росія     | Прем'єр-ліга Росії      | 2     | 0    |
| 2010    | «Терек» (Грозний)  | Росія     | Прем'єр-ліга Росії      | 28    | 4    |
| 2011    | «Терек» (Грозний)  | Росія     | Прем'єр-ліга Росії      | 7     | 0    |
| 2011/12 | «Ростов»           | Росія     | Прем'єр-ліга Росії      | 24    | 6    |
| 2012/13 | «Росаріо Сентраль» | Аргентина | Прімера Дивізіон        | 9     | 1    |

## Досягнення
- Прімера Дивізіон Аргентини
  -  Срібний призер (2): Апертура 2002, Клаусура 2003

- Кубок Росії
  -  Фіналіст (1): 2006/07